# Nieve negra
Nieve negra és una pel·lícula hispanoargentina de suspens, coescrita i dirigida per Martín Hodara, qui va ser ajudant de direcció de la pel·lícula Nueve reinas. Va ser filmada als Pirineus catalans i andorrans, si bé l'acció se situa a la Patagònia. La pel·lícula va rebre crítiques positives i va aconseguir 700 mil espectadors en els seus dos mesos a la cartellera.

## Argument
Acusat d'haver matat el seu germà durant l'adolescència, Salvador viu aïllat en el medi de la Patagònia. Després de diverses dècades sense veure's, el seu altre germà Marcos i la seva cunyada arriben després de la mort del pare per convèncer-lo de vendre les terres que comparteixen per herència. El retrobament, enmig d'un paratge solitari i inaccessible, desperta el dol antic i els rols de víctima i assassí es trastoquen una vegada i una altra.

## Repartiment
- Ricardo Darín com a Salvador
- Leonardo Sbaraglia com a Marcos
- Laia Costa com a Laura
- Dolores Fonzi com a Sabrina
- Federico Luppi com a Sepia
- Biel Montoro com a Marcos de jove
- Mikel Iglesias com a Salvador de jove
- Liah O'Prey com a Sabrina de jove
- Andrés Herrera com a pare
- Iván Luengo com a Juan
- Javier Kussrow com a pacient psiquiàtric